# Пата де Гаљо (Сан Антонио Уитепек)
Пата де Гаљо (шп. Pata de Gallo) насеље је у Мексику у савезној држави Оахака у општини Сан Антонио Уитепек. Насеље се налази на надморској висини од 2265 м.

## Становништво
Према подацима из 2010. године у насељу су живела 3 становника.

### Хронологија
| Година       | 2000        | 2005      | 2010 |
| ------------ | ----------- | --------- | ---- |
| Становништво | 18 (6 / 12) | 7 (2 / 5) | 3    |

### Попис
| # | Индикатор                     | Вредност |
| - | ----------------------------- | -------- |
| 1 | Укупно домаћинстава           | 6        |
| 2 | Укупно насељених домаћинстава | 2        |
| 3 | Величина локације             | 1        |